# AliExpress
Aliekspres (engl. AliExpress) je kineska onlajn prodavnica koja prodaje proizvode malih preduzeća iz Kine i ostalih zemalja koji nudi proizvode internacionalnim internet kupcima. U vlasništvu je Alibaba Group. Aliekspres je najposećenija internet prodavnica u Rusiji i 10. najpopularnija internet stranica u Brazilu. Koristi mala preduzeća za prodaju proizvode širom sveta, i može se naći skoro sve za prodaju. Najlakše se poredi sa eBay-om, jer su prodavci nezavisni, a koriste Aliekspres kao platformu za prodaju svojim mušterijama i drugim preduzećima.
Prodavci na Aliekspresu mogu biti kompanije i pojedinci. Aliekspres je drugačiji od Amazona zato što se ponaša kao platforma za internet prodaju i ne prodaje direktno proizvode kupcima. Direktno povezuje Kineska preduzeća sa njihovim kupcima. Glavna razlika u odnosu na Kinesku internet prodavnicu Taobao je ta što je Aliekspres fokusiran primarno na internacionalne kupce, najviše u Sjedinjenim Američkim Državama, Rusiji, Brazilu i Španiji. Alibaba koristi Aliekspres da proširi svoj posao van Azije i da izazove gigante internet prodaje kao što su Amazon i Ibej. Aliekspres koristi partnerski marketing da pronađe nove kupce.

## Istorija
Aliekspres je započeo kao biznis-za-biznis (engl. Business to business) portal kupovine i prodaje. Od tada se proširio na biznis-za-pojedince, pojedinci-za-pojedince, računarstvo u oblaku, i na usluge naplate takođe. Aliekspres je dostupan na engleskom, španskom, danskom, francuskom, italijanskom, poljskom, portugalskom i ruskom jeziku. Kupci van granica država koje koriste pomenute jezike su automatski usluženi na engleskom.

## Restrikcije
Aliekspres ne dozvoljava ljudima iz Kine da kupuju na njihovoj platformi iako su prodavci iz Kine.

## Marketing
Aliekspres ima popularan partnerski marketing program gde se partneri nagrađuju provizijom od prodaje ako dovedu posetioce na njihovu internet stranicu.